# Castel Volturno
Castel Volturno est une commune italienne d'environ 27 830 habitants (2022), située dans la province de Caserte en Campanie.
En 2010, Castel Volturno comptait 25 000 habitants et environ 18 000 immigrés africains. En 2019, la ville recensait environ 25 000 personnes, dont on estime que les deux tiers sont des immigrés illégaux liés à la mafia nigériane, exploitant prosituées souvent mineures et trafic de drogues.

## Administration
| Période                                  | Période  | Identité               | Étiquette                            | Qualité |
| ---------------------------------------- | -------- | ---------------------- | ------------------------------------ | ------- |
| 1993                                     | 1997     | Mario Luise            | Parti démocrate de la gauche         |         |
| 1997                                     | 2000     | Antonio Scalzone       | Forza Italia                         |         |
| 2000                                     | 2005     | Antonio Scalzone       | Forza Italia                         |         |
| 2005                                     | 2010     | Francesco Nuzzo        | Démocrates de gauche                 |         |
| 2010                                     | 2014     | Antonio Scalzone       | Le Peuple de la liberté Centre droit |         |
| 2014                                     | 2019     | Dimitri Russo          | Parti démocrate                      |         |
| 2019                                     | En cours | Luigi Umberto Petrella | Frères d'Italie                      |         |
| Les données manquantes sont à compléter. |          |                        |                                      |         |

### Hameaux
Ischitella Lido, Marina di Lago Patria, Pinetamare Villaggio Coppola, Pineta Nuova, Cepparule

### Communes limitrophes
- Cancello e Arnone
- Giugliano in Campania
- Mondragone
- Villa Literno

## Histoire

### Antiquité
Castel Volturno a été une colonie des Opiques puis des Étrusques, qui l'appelaient Volturnum, et enfin des Osques. C'était un point de passage obligé et un lieu d'échange, pour ceux qui voulaient se rendre à l'intérieur des terres, depuis la mer vers l'ancienne ville de Capoue.
Les Romains, pendant la seconde guerre punique (215 av. J.-C.), ont renforcé les murs de la ville pour abriter leur flotte, point nécessaire pour menacer Capoue occupée par Hannibal. En 194 avant J.-C., Volturnum est devenue une colonie romaine et a accueilli dans ses murs trois cents familles de citoyens romains. Après la mort de Jules César (44 av. J.-C.), la ville subit un raid de Menecrate, sbire de Sextus Pompée, qui détruit son port. L'empereur Auguste envoya une nouvelle colonie de citoyens romains et en 95 après J.-C., l'empereur Domitien fit construire la Domitiana, une route qui porte encore aujourd'hui son nom, ainsi qu'un grand pont qui reliait les deux rives du fleuve portant le nom de Volturno. Le poète Stazio a dédié un poème du quatrième livre des Silvae à cette entreprise audacieuse.
Le christianisme se diffuse à Volturnum, au IVe siècle. La ville devient un évêché à partir du Ve siècle. La ville romaine de Volturnum perd toutefois de son importance, avec la chute de l'Empire romain d'Occident, les invasions barbares et l'effondrement du pont Domitien.

### Moyen-Âge et Renaissance
Lorsque Charlemagne intervient en péninsule italienne, il a déjà réuni sous sa tutelle une grande partie de l'Europe occidentale et apparaît, pour les contemporains, comme le restaurateur de l'Empire romain et chrétien de Constantin, après les invasions barbares. Volturnum est à la limite de l'empire carolingien, rattaché à la principauté lombarde de Bénévent, théoriquement soumise à cet empire mais dans les faits, indépendante. En 806, Grimoald III de Bénévent, fait don du port de Volturnum à l'abbaye de Montecassino. En 841, la ville est dévastée et détruite par les Sarrasins puis abandonnée.
Après 856, l'évêque lombard Radiperto fait construire un château fort et reconstruire l'église. Le pouvoir s'émiette. Le lieu devient le Castel Volturno. Les premiers mercenaires normands apparaissent. Ils offrent leurs services aux seigneurs et ecclésiastiques locaux, notamment dans la lutte contre les Sarrasins. On les paie en leur donnant des fiefs et ils s'enracinent. Un royaume chrétien se constitue ainsi dans l'Italie méridionale. Après 1062, le Normand Richard Ier, comte d'Aversa,, devenu propriétaire du château de Volturnum, en fait don au monastère de Montecassino. En 1128, Robert II d'Aversa, dernier descendant des comtes normands d'Aversa, accorde au même monastère de Montecassino le privilège de pêcher en mer et en rivière sur tout le territoire de Castello a mare del Volturno. Sous le règne de Roger II de Sicile, le château est retiré au comte Ugone de Boiano, qui l'avait occupé.
L'empereur Frédéric II de Souabe, en 1206, le donne à l'archevêché de Capoue. Puis Ladislas Ier de Naples le donne à Jacopo Sannazaro, grand-père du poète du même nom, tandis que la reine Jeanne II de Naples (1414-1435) le récupère comme bien de la couronne, de sorte que le nouveau souverain Alphonse Ier d'Aragon le donne à sa fille Éléonore et qu'elle l'apporte  comme dot à son mari Marino Marzano, duc de Sessa, qui le perd pour s'être rebellé contre son beau-frère Ferrante Ier d'Aragon, roi de Naples(1459-1496). Marino Marzano a cherché notamment à bénéficier du concours de Jean d'Anjou qui débarque en 1459 à l'embouchure du Volturno. Mais le prince français est obligé de renoncer pour revenir à Gênes qui se soulève contre sa tutelle.
L'année suivante, Ferrante Ier vend la place à la ville de Capoue.

### Temps modernes
Capoue la garde en sa possession jusqu'à l'abolition de la féodalité en 1810. En 1812, elle devient municipalité autonome et son premier maire est Giuseppe Toscano. Dès lors, elle suit les événements historiques et politiques du royaume des Deux-Siciles, puis à partir de 1860 ceux du royaume d'Italie, et à partir de 1945 ceux de la République italienne.

### La station balnéaire
Castel Volturno a été une coquette station balnéaire. Elle s'est notamment développée après la Seconde Guerre mondiale, et est devenue une station prisée, dans les années 1970. Mais elle ne s’est pas remise du tremblement de terre de 1980.
Le séisme du 23 novembre 1980 en Irpinia  a fait effectivement en Campanie 2 000 morts et des centaines de milliers de sans-abri. Selon les spécialistes de la Mafia napolitaine, cette catastrophe a permis à la Camorra de faire main basse sur une partie de la Campanie en profitant de la désorganisation et de l’urgence. Après ce tremblement de terre, le gouvernement italien a hébergé temporairement des sans-abri dans les appartements, puis les propriétaires ont laissé les appartements vides et les ont ensuite loués à des travailleurs migrants africains.

### Implantation de bandes criminelles
La ville devient progressivement célèbre en Italie pour être un des fiefs du clan des Casalesi, un puissant clan de la Camorra, qui s'est manifesté par des activités désastreuses pour l'économie locale (opérations immobilières, drogue, prostitution, trafic de déchets radioactifs...). De plus, la ville compte désormais plusieurs milliers d'immigrants clandestins, travaillant au noir. Le 18 septembre 2008, 6 Africains sont criblés de balles dans le cadre de la lutte entre Camorra et des organisations d'origine africaine, pour le contrôle du territoire.
Une partie de l'ancienne station balnéaire désaffectée est devenue un des repaires de la mafia nigériane qui fait affaire avec les organisations criminelles italiennes. Des proxénètes y font venir des Africaines en leur promettant un avenir radieux alors qu'elles sont finalement contraintes de se prostituer. Des hommes africains viennent également travailler dans des exploitations agricoles. Le trafic et la consommation de drogue sont très présents,,.
En 2018, la plupart des migrants vivaient dans un ancien lotissement résidentiel militaire, délabré et contrôlé par la Camorra, qui facture un loyer aux squatters et aux femmes victimes de la traite.
Le taux d'homicide est, selon The Guardian le plus élevé du pays, les habitants l'appelant Beyrouth ou le Bronx.

## Autre

### SSC Naples
La commune accueille le centre d'entrainement du club de football de la ville de Naples, le SSC Naples.

## Personnalités liées à la commune
- Myriam Makeba, chanteuse sud-africaine, est décédée à Castel Volturno le 9 novembre 2008. Elle participait à un concert de soutien à l'écrivain Roberto Saviano, auteur de Gomorra. Dans l'empire de la camorra. Elle est morte à la fin de son concert, alors que le public se faisait insistant dans une demande de rappel. Soudain, une voix demande au micro s'il y a un médecin dans le public. Evanouie dans les coulisses, la chanteuse sud-africaine est admise peu après à la clinique Pineta Grande, des suites d'une crise cardiaque, mais succombe, à 76 ans[11].